# Oleksandr Ponomarjov
Oleksandr Semenovyč Ponomarjov, ukrajinsky Олександр Семенович Пономарьов, rusky Александр Семёнович Пономарёв, Alexandr Semjonovič Ponomarjov (3. července 1918 Horlivka – 7. června 1973 Moskva) byl ukrajinský fotbalista, útočník. Po skončení aktivní kariéry působil jako trenér.

## Fotbalová kariéra
Hrál za Ugolščiki Stalino, Traktor Stalingrad, Profsojuzy Moskva, FK Torpedo Moskva a Šachťar Stalino. V roce 1949 vyhrál s Torpedem Moskva Sovětský fotbalový pohár. Byl nejlepším střelcem sovětské ligy v roce 1946.
Se 153 góly je historicky 2. nejlepším střelcem sovětské ligy, s odstupem za Olegem Blochinem. Přesto nikdy jako hráč nereprezentoval.

## Trenérská kariéra
Na klubové úrovni trénoval Šachťar Stalino, Avangard Charkov, FK Dynamo Moskva, ve Finsku FC Lahti a v Arménii FC Ararat Jerevan. S reprezentací Sovětského svazu na mistrovství Evropy ve fotbale 1972 získal stříbrnou medaili za 2. místo a na LOH 1972 v Mnichově bronzovou medaili za 3. místo.